# Mistral Aviation
Mistral Aviation — небольшая авиакомпания местного значения со штаб-квартирой в Браззавиле (Демократическая Республика Конго), работающая на рынке пассажирских авиаперевозок местного значения.

## Флот
По состоянию на 20 мая 2010 года воздушный флот авиакомпании Mistral Aviation составлял один самолёт:
- 1 McDonnell Douglas DC-9-32 (в лизинге из компании Global Aviation)